# St. Peter und Paul (Büdesheim)

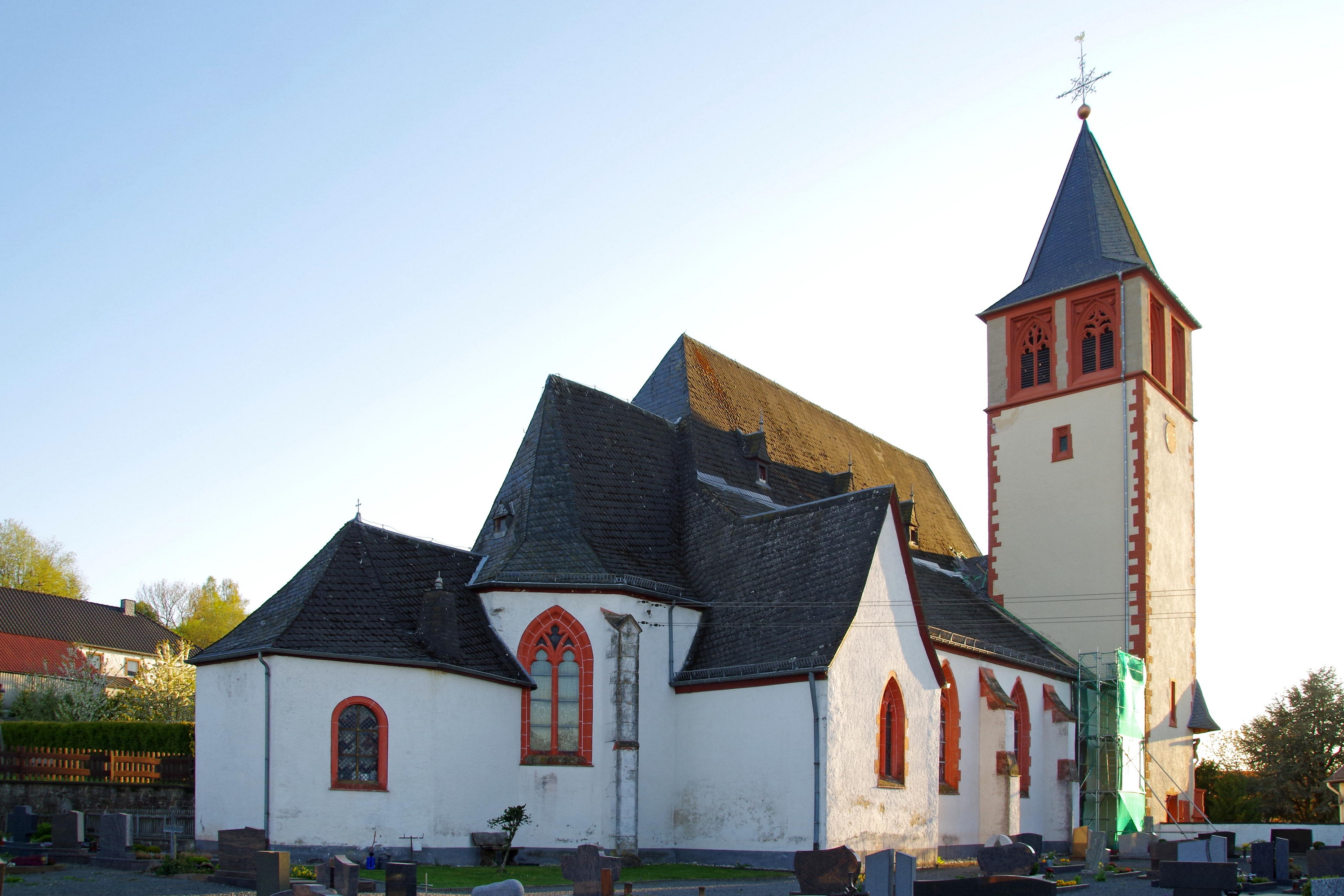
Büdesheim, St. Peter und Paul

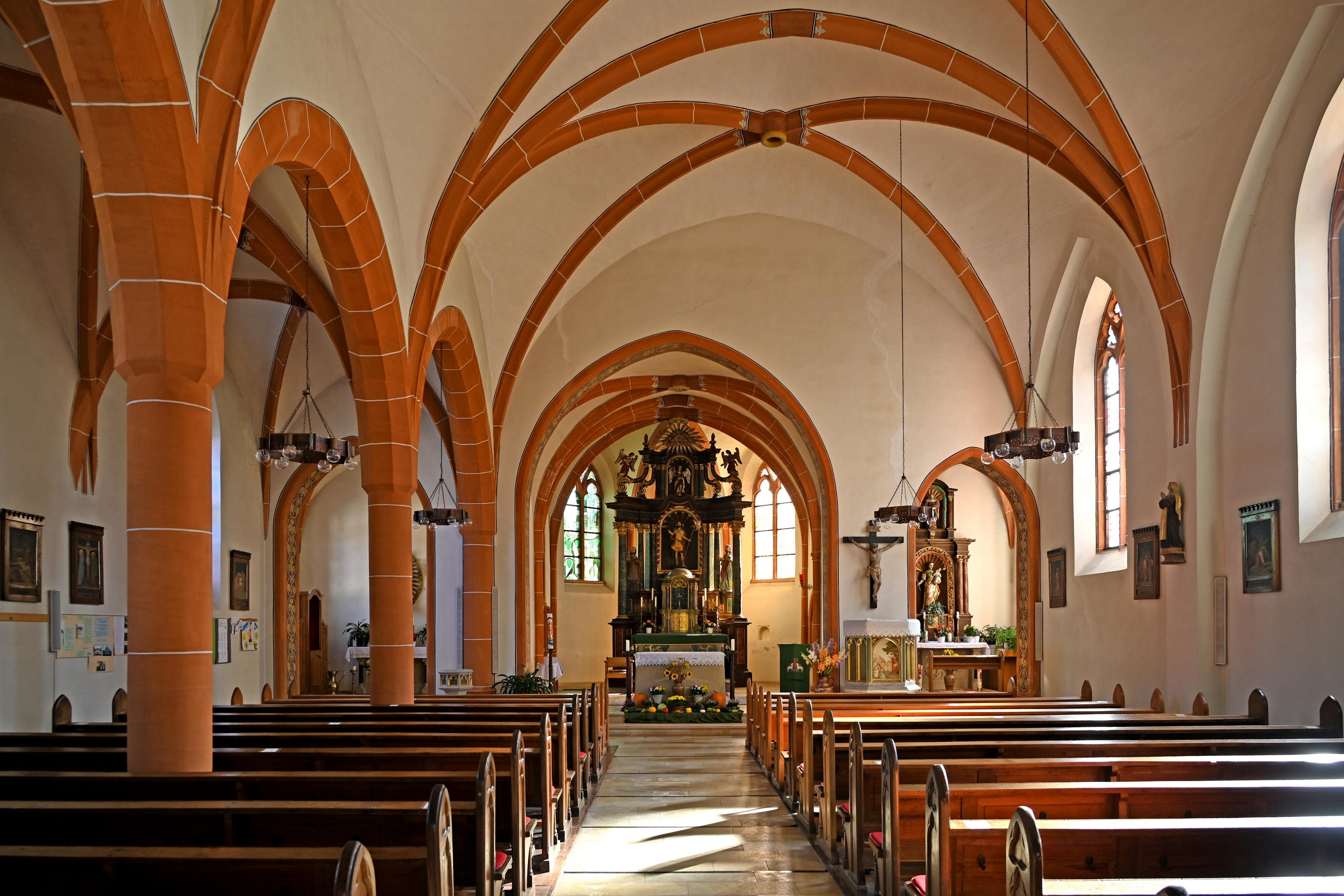
Innenraum mit Blick zum Altar

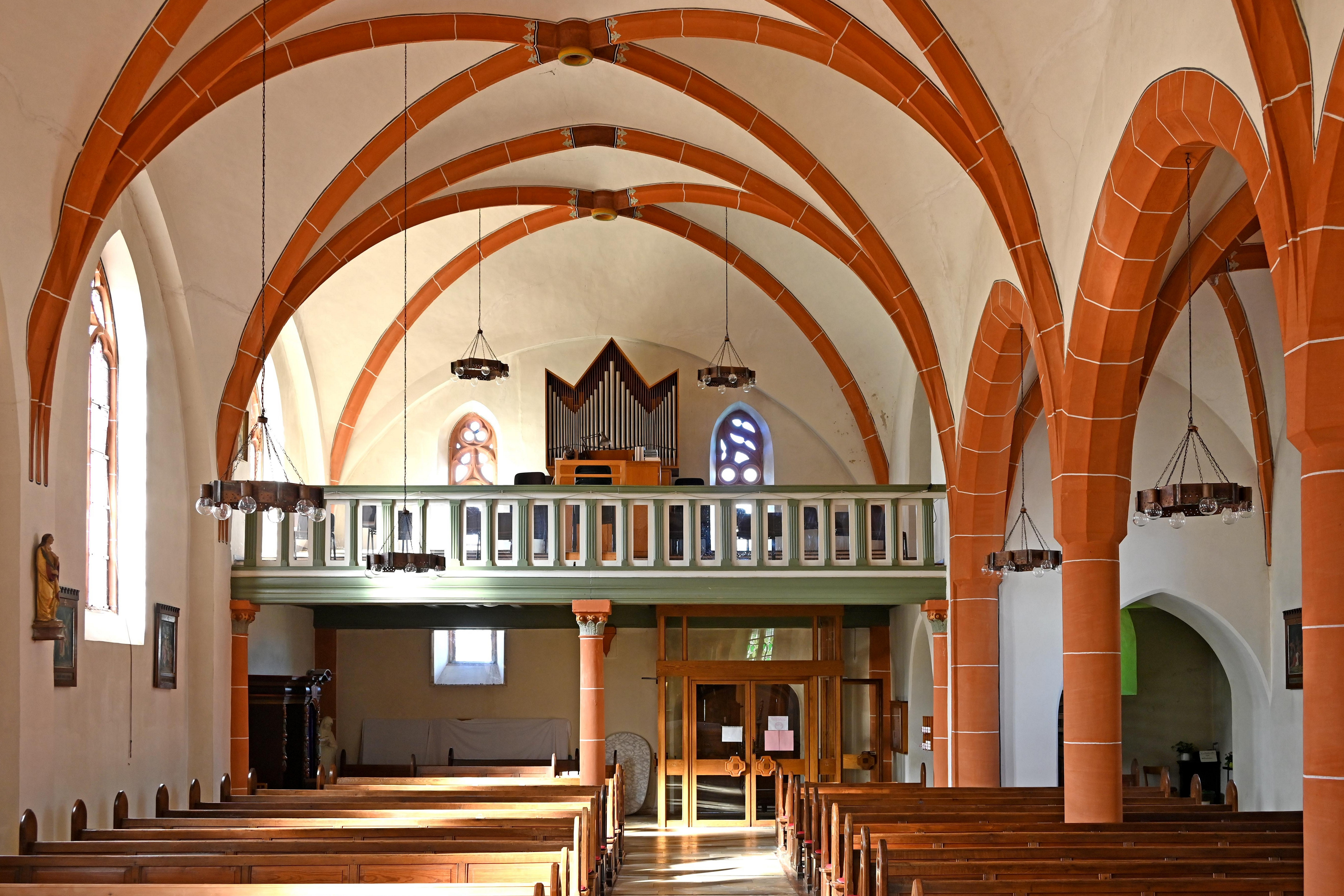
Blick zur Empore mit Walcker-Orgel

Die Kirche St. Peter und Paul ist die römisch-katholische Pfarrkirche der Ortsgemeinde Büdesheim im Eifelkreis Bitburg-Prüm (Rheinland-Pfalz). Zur Pfarrei Büdesheim in der Pfarreiengemeinschaft Prüm im Dekanat St. Willibrord Westeifel gehört die Filialkirche St. Rochus (Gerolstein-Oos).

## Geschichte
Die Kirche St. Peter und Paul steht weithin sichtbar in 475 Meter Höhe. Eine Büdesheimer Kirche wird erstmals 893 im Prümer Urbar erwähnt.  Der derzeitige spätgotische Chor stammt aus der Zeit um 1500. 1909 wurden von Architekt Ernst Brand Langhaus (37 × 17 Meter) und Turm (32 Meter) neu erbaut. Das barocke Portal von 1687 trägt das Wappen von Bischof Johann Hugo von Orsbeck.

## Ausstattung
Der barocke Säulen-Hochaltar stammt aus dem Jahr 1735, ein barocker Seitenaltar wurde vermutlich 1697–1701 angefertigt. Der Kreuzweg wurde 1916 von dem Münchener Maler Joseph Albrechtskirchinger (1869–?) gemalt. 1967 fertigte das Ludwigsburger Orgelbauunternehmen Eberhard Friedrich Walcker die Orgel mit acht Registern und drei Manualen an. Die drei Glocken (von 1933 und 1958) stammen aus der Eifeler Glockengießerei.

## Pfarrer ab 1905
- 1905–1910: Albert Paulus
- 1912–1926: Joseph Pott
- 1926–1939: Josef Weiskopf
- 1939–1949: Alois Hermann
- 1949–1957: Franz Marienfeld
- 1957–1961: Bruno Schultek
- 1961–1969: August Radzinski
- 1969–1975: Josef Dahm
- 1975–1998: Paul Kirsch (gleichzeitig Pfarrer und Ehrenbürger in Wallersheim; † 2002)
- 1998–?: Klaus Zwirtes